# Carmanyola

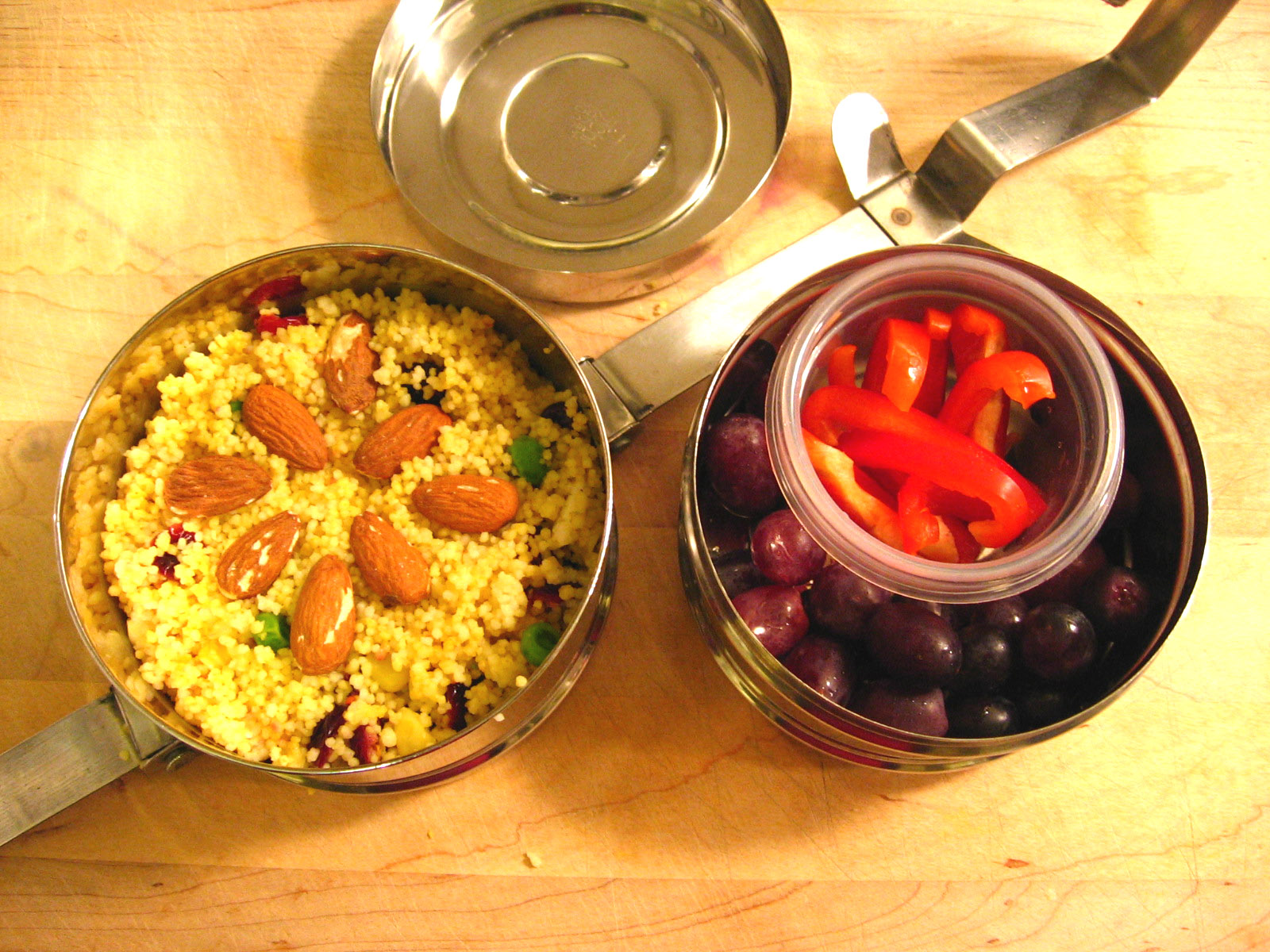
Carmanyola metàl·lica oberta.

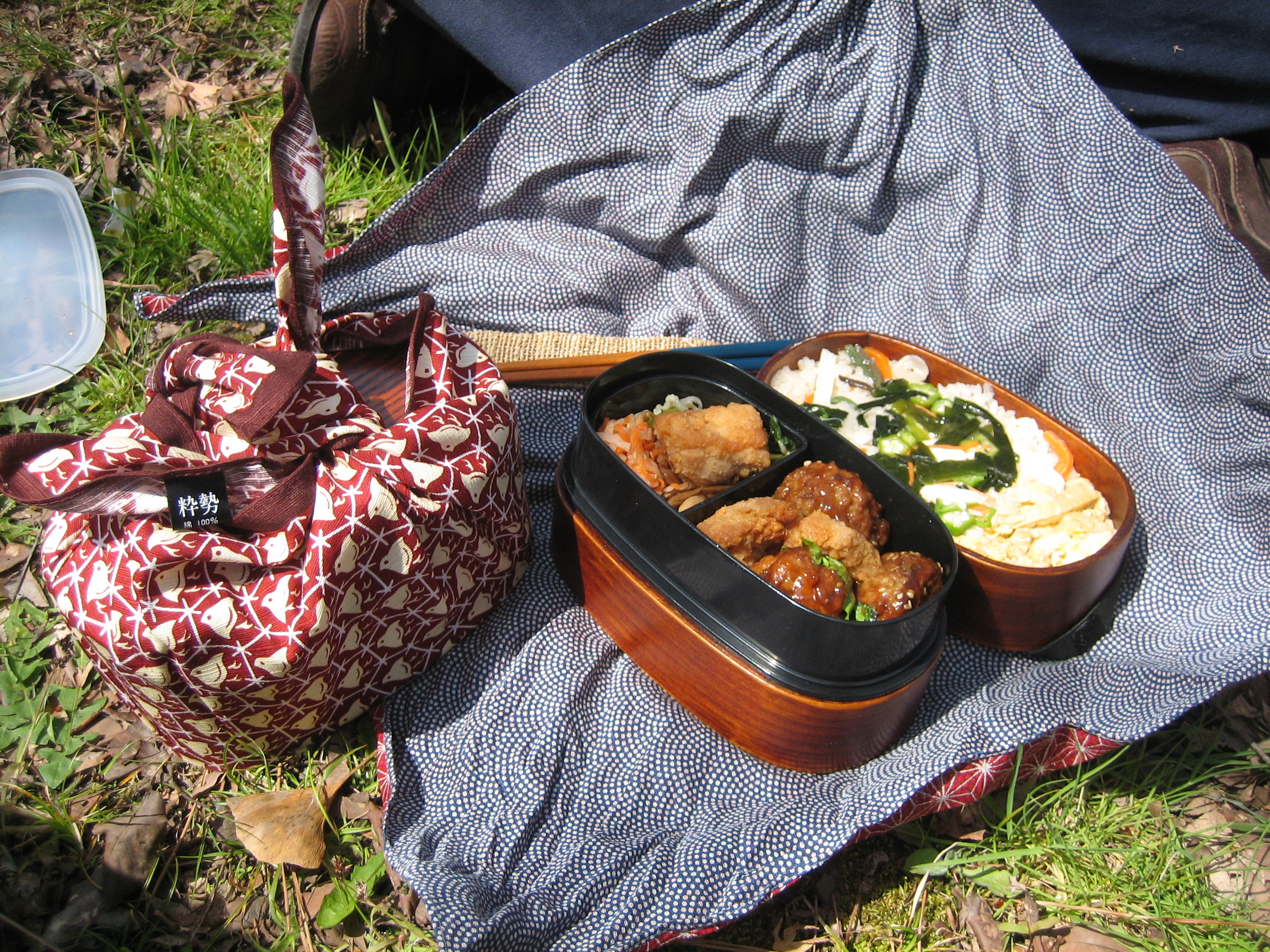
bentō bako envoltada d'un furoshiki (peça de teixit que serveix a portar i isolar), carmanyola tradicional japonesa.

Una carmanyola és una capsa o recipient amb tapa o tapadora, generalment metàl·lic o de diversos materials com llauna, vidre, plàstic, destinat a dur-hi algun aliment generalment cuit, a fi de consumir-lo posteriorment, en circumstàncies en què no es pot emprar els estris habitualment utilitzats a la llar. Segons el diccionari català-valencià-balear sembla que prové del mot francès (o potser més aviat occità) carmagnole. També rep els noms de portaviandes, palpissera, carner o carnera, taifa o marranxa i al País Valencià recaptera i hortereta (castellanisme) (cofí a Menorca). El Diccionari normatiu valencià de l'Acadèmia Valenciana de la Llengua inclou la forma tàper, apòcope adaptada gràficament de la marca de carmanyoles Tupperware.

## Utilitat
La carmanyola ha estat sovint un recipient indispensable, que durant molt de temps ha servit a transportar l'aliment preparat a casa, generalment per la mare, la germana o l'esposa perquè preparar la carmanyola no era pas cosa d'homes. Les dones també l'utilitzen com a recipient o medi de transport d'aliments, però majorment per a plats cuinats per elles mateixes.
La carmanyola pot contenir un menjar fred o calent, que pot rescalfar-se en una paella al menjador escolar o fins i tot al bany maria entre d'altres maneres.
La carmanyola infantil parteix d'aquella «capsa per a llesques de pa untades» que els infants duien a l'escola, recuperada per les marques i que provocà una competició social entre els pares, particularment als Estats Units.
La carmanyola arranca de la cultura obrera; els obrers del mateix nivell en consumeixen el contingut «entre si», separadament dels caps; hom s'estima més menjar la carmanyola al vestidor, assegut a terra, que no haver d'anar al menjador de l'empresa on es troba amb directius, encarregats i obrers. La sala de menjar comuna exposa al treballador a una confrontació amb altres de diferent sexe, nivell i classe social, la qual cosa pot resultar problemàtic.
En certa manera, la carmanyola és a l'origen de la restauració en l'empresa. Al principi el menjador de l'empresa era reservat per a reescalfar i menjar el contingut d'aquest recipient. A poc a poc, en aquests locals s'hi ha ofert sopa i després menjars, cosa que ha comportat la disminució de l'ús de la carmanyola.
Darrerament, amb la crisi a Europa, i també per raons de tria d'aliments de més qualitat, molts ja no mengen pas als restaurants d'empresa o menjadors de les escoles ans prefereixen aparellar el menjar a casa i consumir-lo directament de la carmanyola o bé traspassar-lo a un plat. Sobretot és emprada en excursions, bivacs, acampades i al si de l'exèrcit.

## Galeria d'imatges

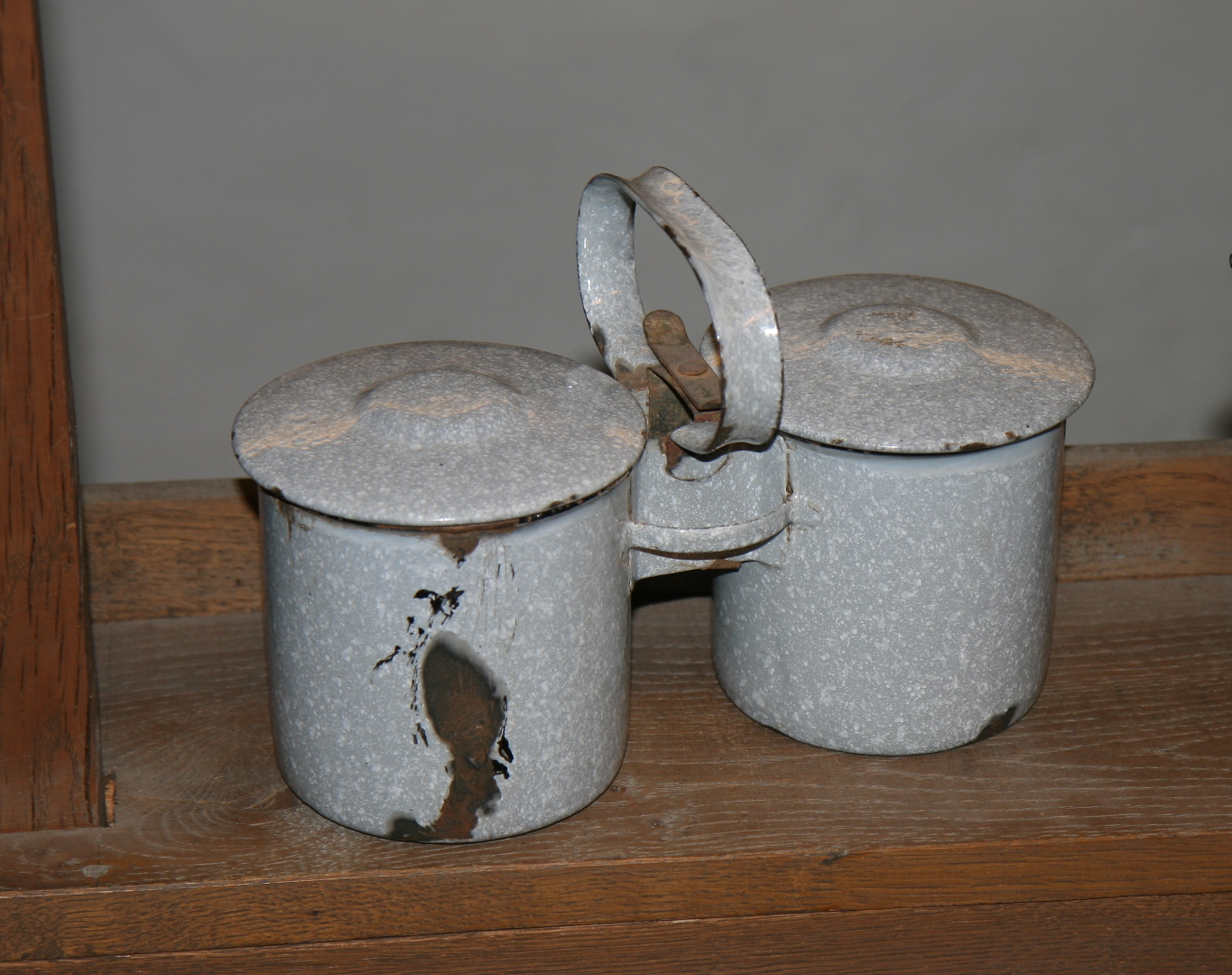
Carmanyola doble de vora alta i de fullola esmaltada.
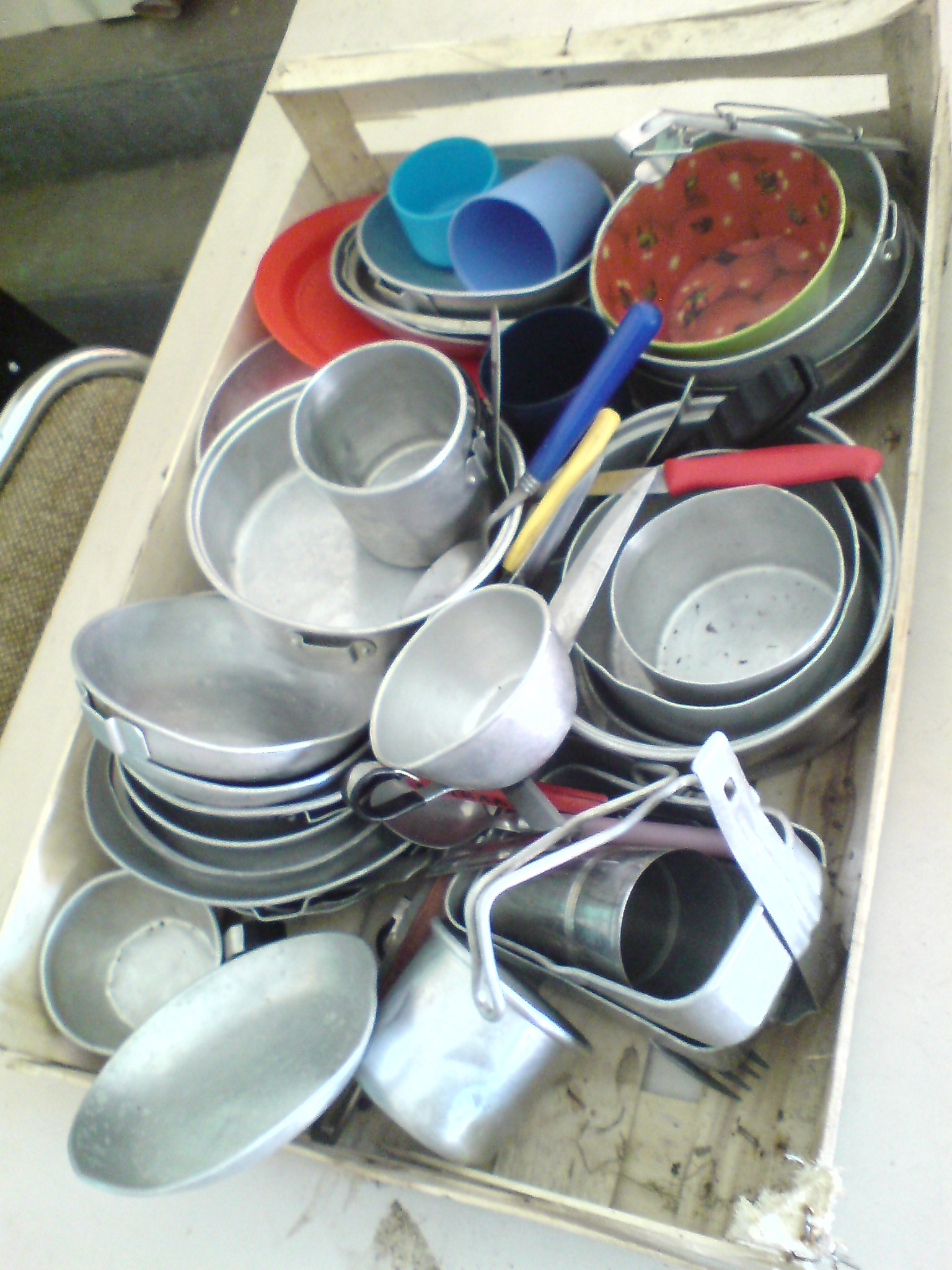
Diverses carmanyoles d'alumini.
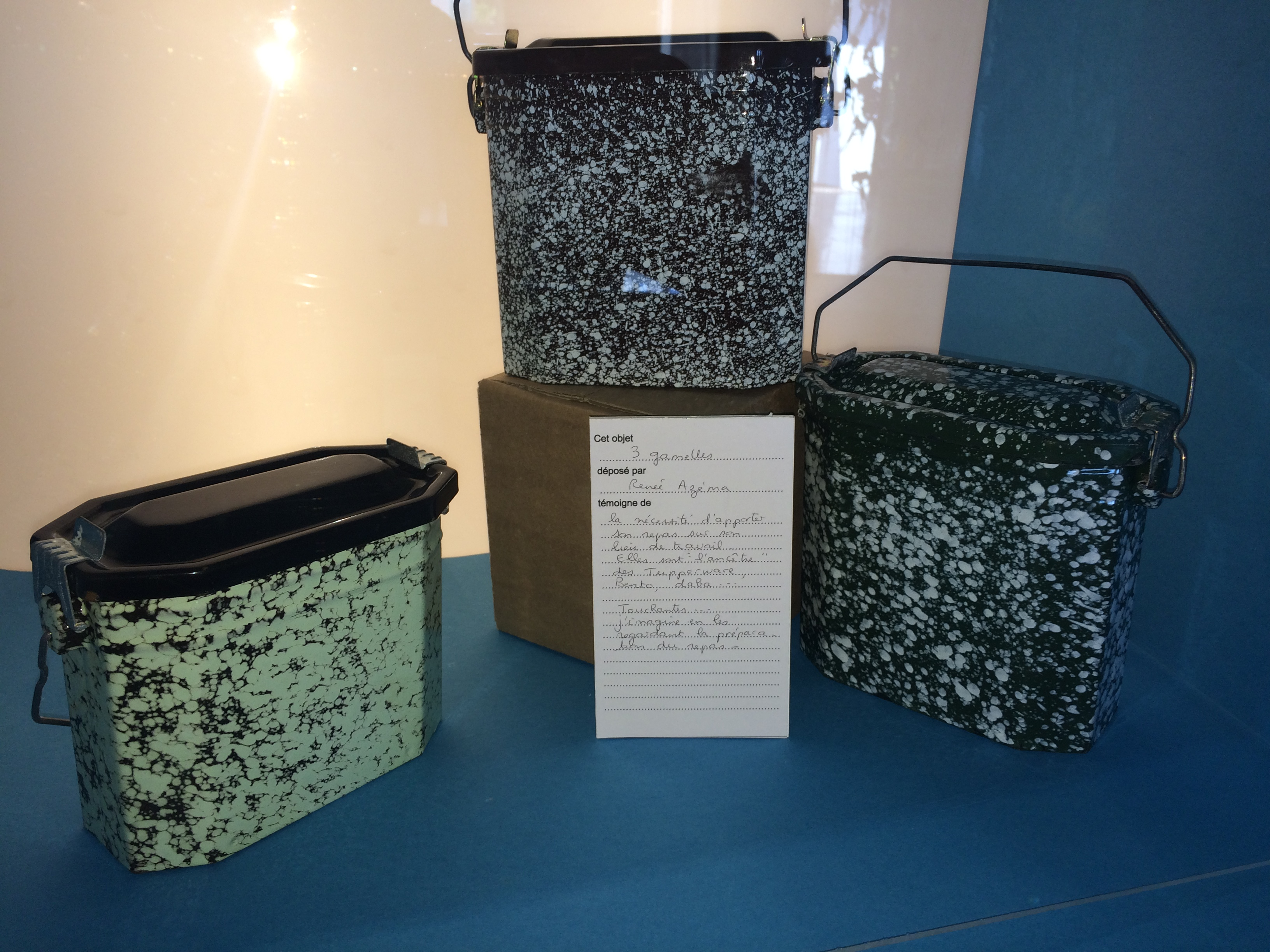
Tres carmanyoles d'obrer, anys 1960.
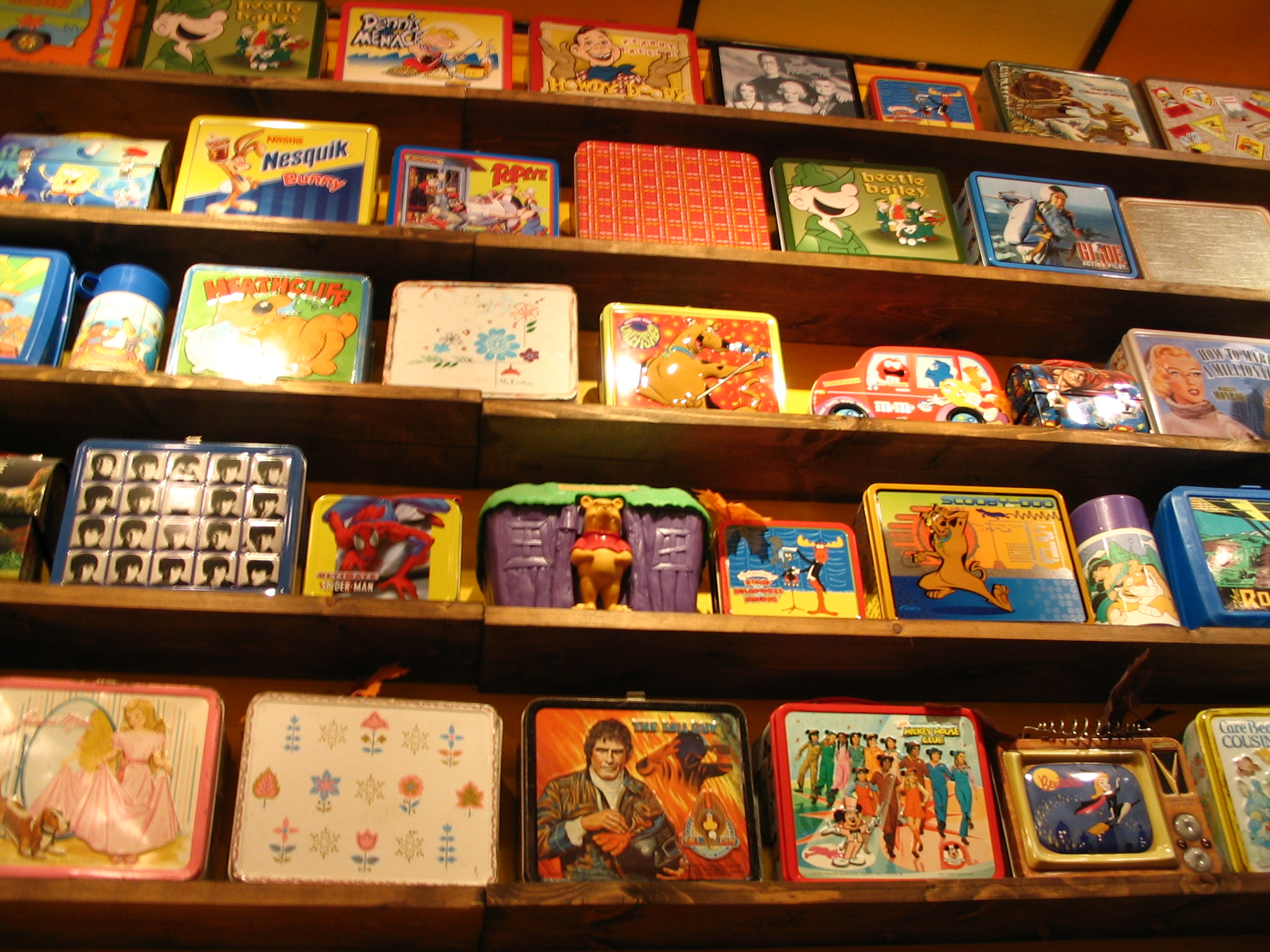
Parada de carmanyoles de fantasia.
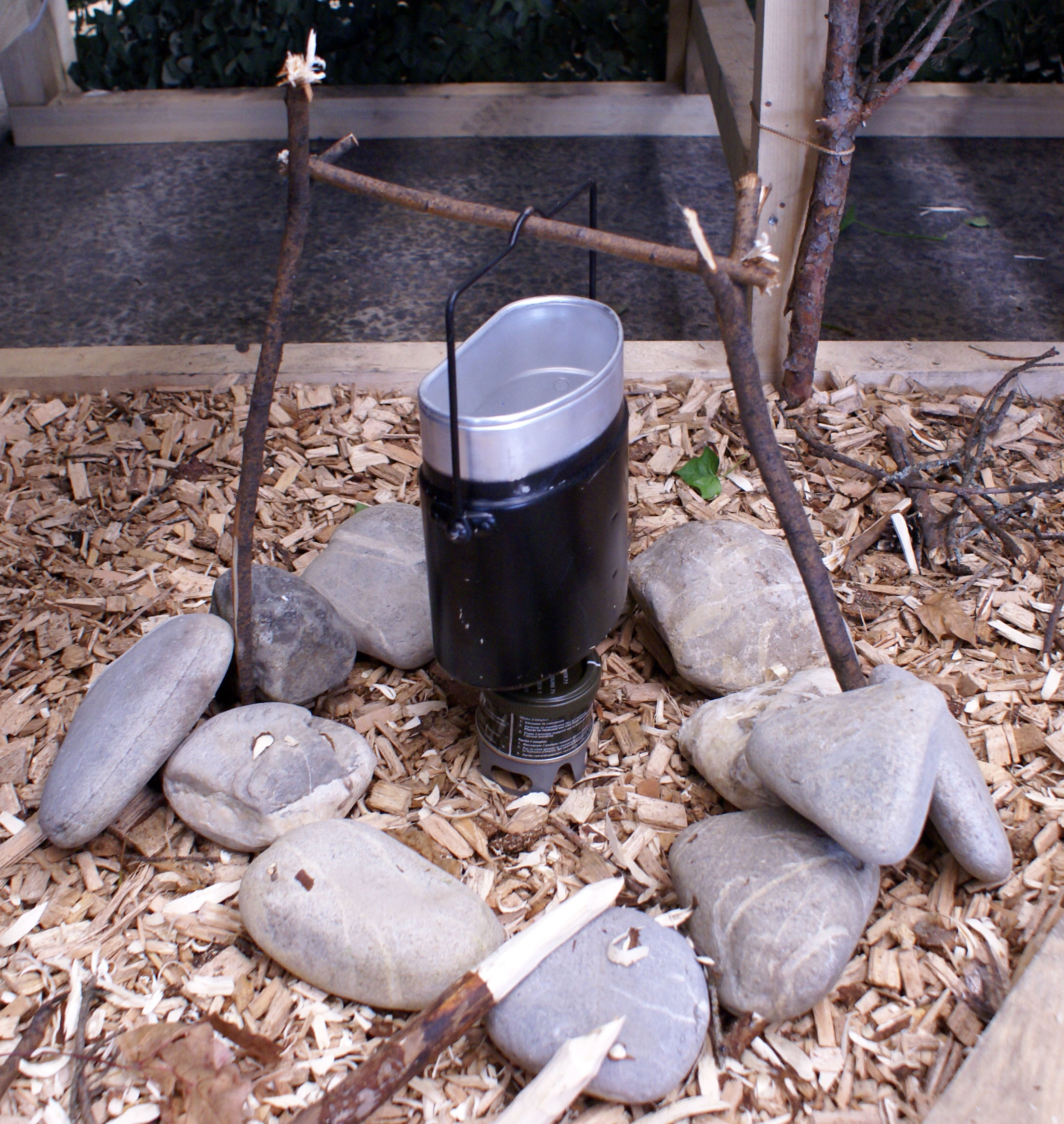
Carmanyola actual de l'exèrcit suís.
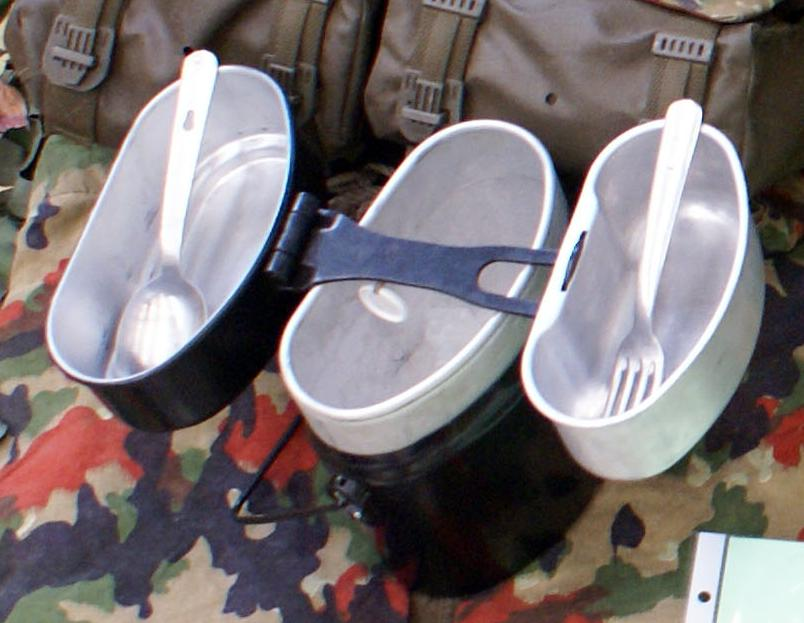
Carmanyola de l'exèrcit suís.
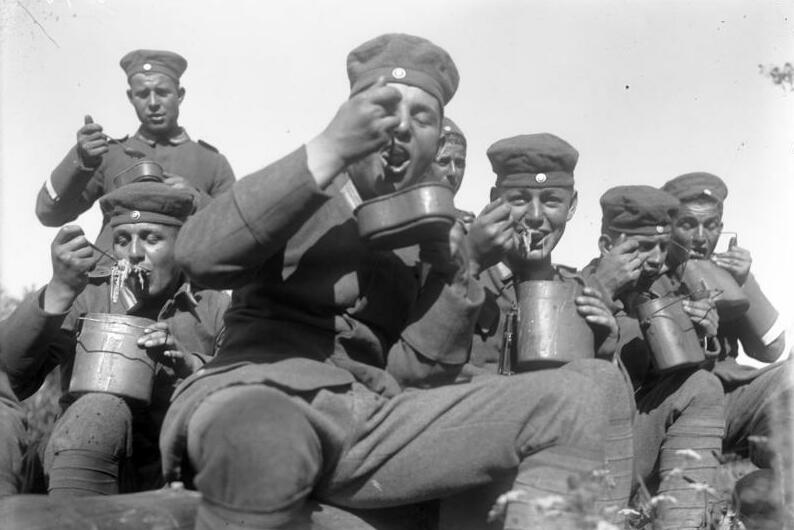
Soldats de la Reichswehr l'any 1932.
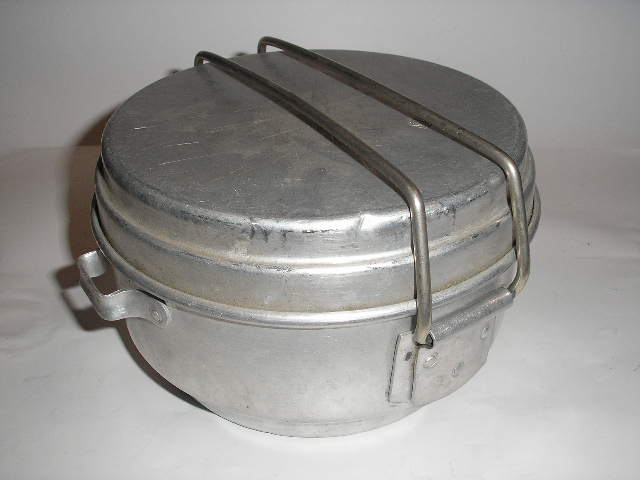
Carmanyola polonesa.
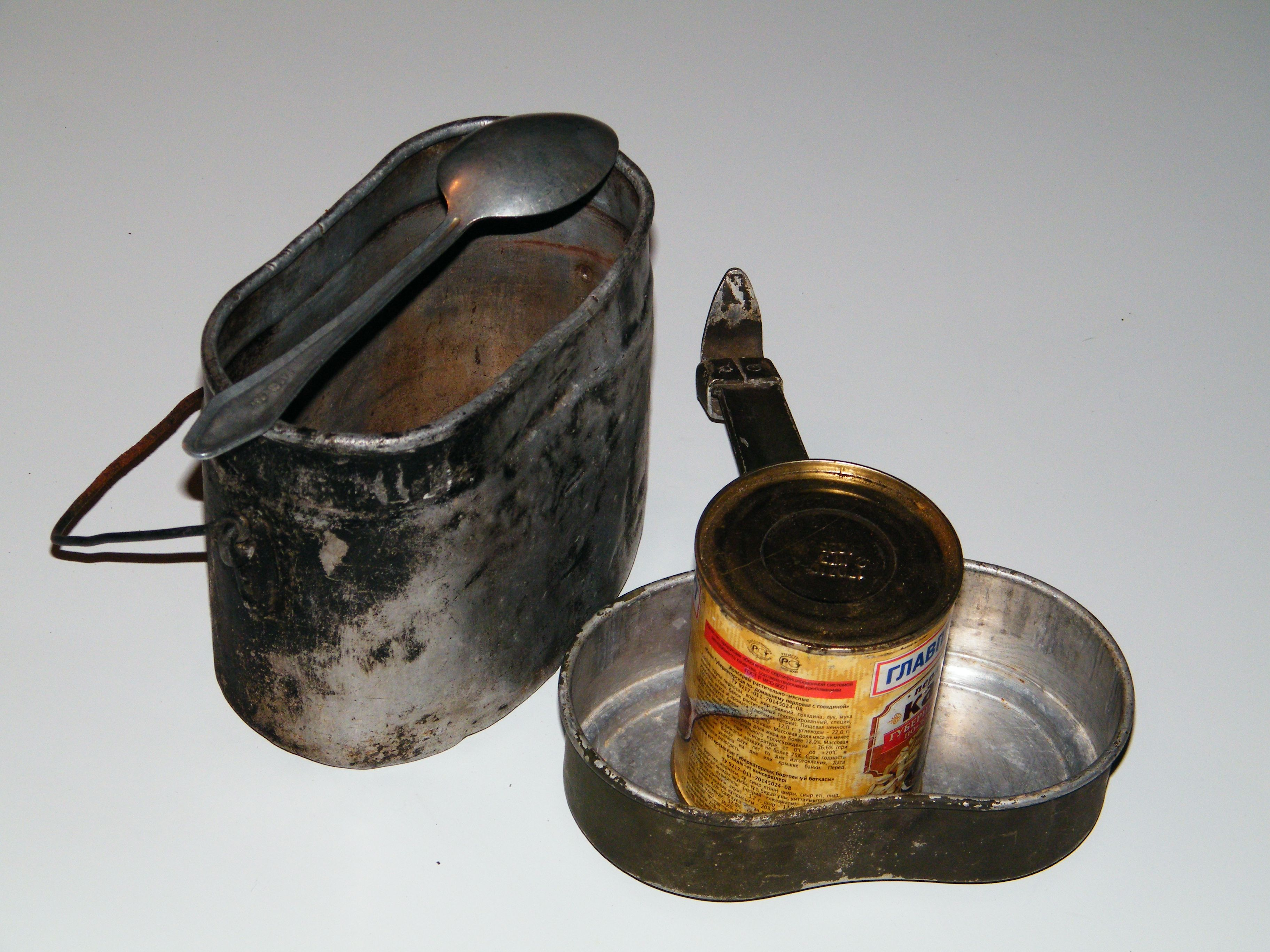
Carmanyola soviètica.
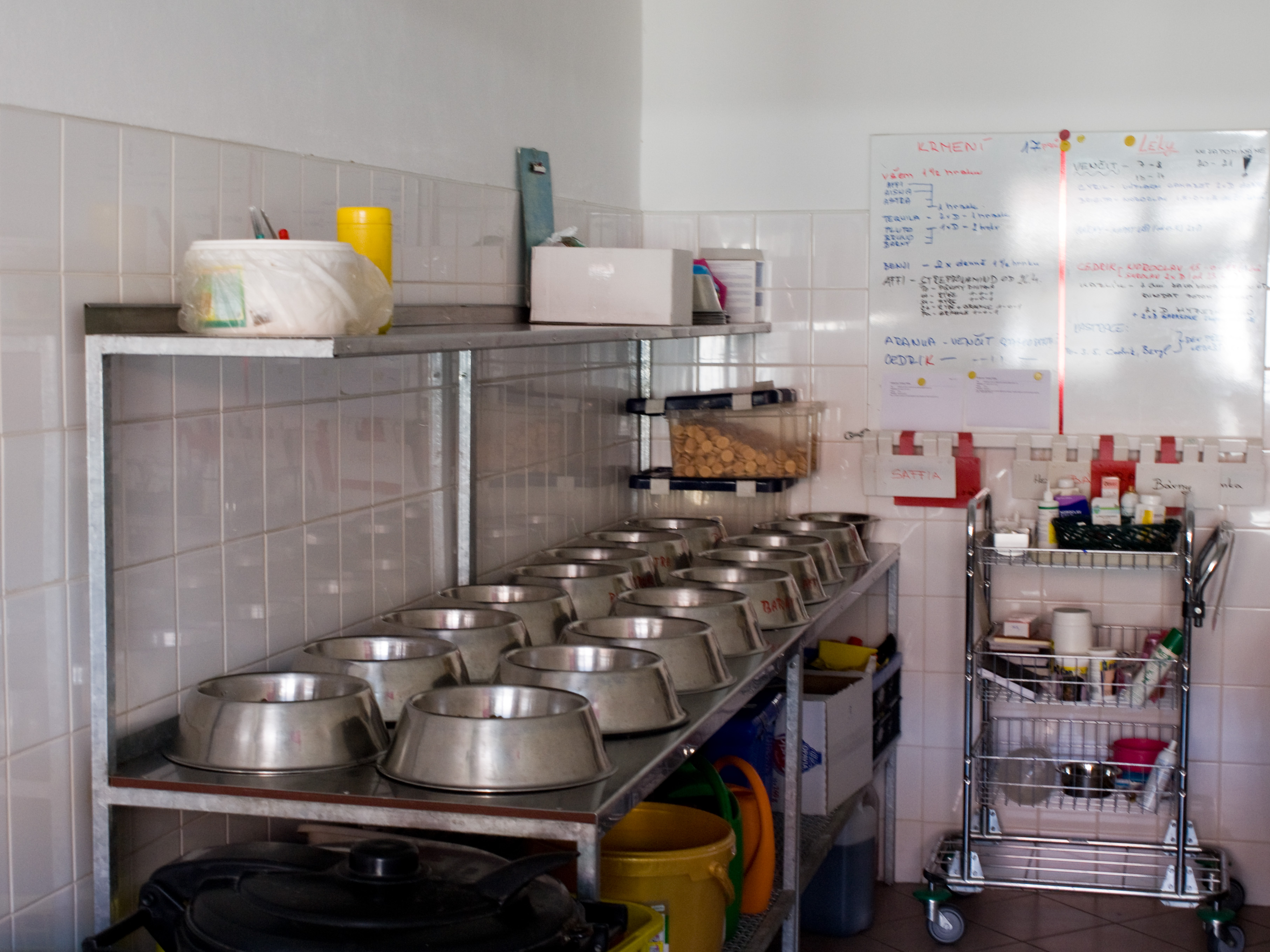
Per a gossos.